# Sénat de l'Oregon
82e Assemblée législative de l'Oregon
Capitole de l'État d'Oregon
Le Sénat de l'Oregon (en anglais : Oregon Senate) est la chambre haute de l'Assemblée législative de l'État américain de l'Oregon.

## Système électoral
Le Sénat  est composé de 30 sièges pourvus pour quatre ans mais renouvelé par moitié tous les deux ans au scrutin uninominal majoritaire à un tour dans autant de circonscriptions que de sièges à pourvoir.
Chaque circonscription compte de en moyenne 127 700 habitants
Un total de seize sièges sont cependant à pourvoir en 2020 au lieu des quinze prévus, en raison d'une élection anticipée dans le dixième district à la suite du décès de la sénatrice Jackie Winters d'un cancer des poumons fin mai 2019.

## Siège
L'Assemblée législative de l'Oregon siège au Capitole de l'État d'Oregon situé à Salem.